# Condado de Baldwin (Geórgia)
O Condado de Baldwin é um dos 159 condados do Estado americano de Geórgia. A sede do condado é Milledgeville, e sua maior cidade é Milledgeville. O condado possui uma área de 693 km², uma população de 44,700 habitantes, e uma densidade populacional de 67 hab/km² (segundo o censo nacional de 2000). O condado foi fundado em 11 de maio de 1803.